# Jaromír Demek
Jaromír Demek (14. srpna 1930 Sokolnice – 5. února 2017 Brno) byl český geograf a geomorfolog. Ve svých vědeckých pracích se věnoval zejména svahovým pohybům a vlivu mrazu na geomorfologické pochody.

## Život
Po získání titulu RNDr. (obhájení rigorózní práce na téma Geomorfologické poměry povodí horní Bobravy) na Přírodovědecké fakultě Masarykovy univerzity v Brně v roce 1952 působil jako učitel na střední škole v Lednici. V roce 1955 začal pracovat jako inženýrský geolog v tehdejším Gottwaldově. V roce 1956 dosáhl hodnosti kandidáta geografických věd, následně pak v roce 1973 doktora geografických věd. Již v roce 1966 habilitoval.
Od roku 1958 působil v Kabinetu pro geomorfologii ČSAV v Brně, kde inicioval založení Geografického ústavu ČSAV, jehož se roku 1963 stal ředitelem. Zde působil až do roku 1978 a podílel se tu na vydávání atlasů a jiných kartografických děl.
V roce 1978 odešel na Přírodovědeckou fakultu Univerzity Palackého v Olomouci, kde vyučoval a věnoval se výzkumu. V letech 1988–1995 zde byl vedoucím katedry geografie a didaktiky geografie, přičemž v roce 1992 byl jmenován profesorem fyzické geografie.
V roce 1995 odešel do důchodu, zůstal ale zaměstnancem katedry životního prostředí.
V roce 1999 se vrátil do Brna na katedru geografie pedagogické fakulty Masarykovy univerzity a od roku 2004 též externě přednášel na Fakultě sociálních studií.
V letech 2005–2006 pracoval pro Agenturu ochrany přírody a krajiny ČR a následně v letech 2006–2012 byl výzkumným pracovníkem oddělení krajinné ekologie Výzkumného ústavu Silva Taroucy pro krajinu a okrasné zahradnictví v Průhonicích.
V letech 1976–1980 byl předsedou Názvoslovné komise ČÚGK (NK) a věnoval se spolu se členy NK také přípravě Mezinárodního slovníku geografických termínů, ale i standardizaci geografických jmen geomorfologických jednotek v ČSSR i ve světě. Zabýval se geografickými jmény, zejména exonymy (nazývanými tehdy "vžitá vlastní česká jména geografická") i při přípravě učebnic (regionální geografie světa).
Jeho práce dosáhla uznání i v zahraničí, v letech 1968–1990 byl prezidentem Komise geomorfologického výzkumu a mapování Mezinárodní geografické unie a jeho kniha Systémová teorie a studium krajiny se stala nejznámější českou odbornou publikací mezi světovou geografickou veřejností.
Byl též i jeden ze spoluzakladatelů České speleologické společnosti.
V roce 2000 mu byla udělena stříbrná medaile Masarykovy univerzity.
Zemřel 5. února 2017 po dlouhé nemoci v Brně.

## Dílo
Seznam publikační činnosti Jaromíra Demka je obsáhlý a čítá přes 500 položek spadajících zejména do oblasti geomorfologie a teoretické geografie. Mezi jeho vybrané publikace patří:
- DEMEK, Jaromír; NETOPIL, Rostislav, a kolektiv. Fyzická geografie I. Praha: SPN, 1984.
- DEMEK, Jaromír, a kolektiv. Geomorfologie českých zemí. Praha: ČSAV, 1965. 335 s.
- DEMEK, Jaromír. Obecná geomorfologie. Praha: ČSAV, 1988. 476 s.
- DEMEK, Jaromír. Systémová teorie a studium krajiny. Brno: ČSAV, 1974. 198 s.
- DEMEK, Jaromír. Teoretická geografie. Praha: SPN, 1984. 221 s.
- DEMEK, Jaromír. Teoretická geografie : principy a problémy. Brno: ČSAV, 1974. 77 s.
- DEMEK, Jaromír; QUITT, Evžen; RAUŠER, Jaroslav. Úvod do obecné fyzické geografie. Praha: Academia, 1976. 400 s.
- DEMEK, Jaromír; PECH, Jiří; RIEDLOVÁ, Marie. Úvod do studia geografie a Dějiny geografie. Praha: SPN, 1980. 158 s.
- DEMEK, Jaromír, a kolektiv. Zeměpisný lexikon ČSR. Hory a nížiny. 1. vyd. Brno: Academia, 1987. 584 s.
- DEMEK, Jaromír; MACKOVČIN, Peter, a kolektiv. Zeměpisný lexikon ČR: Hory a nížiny. 2. vyd. Brno: Agentura ochrany přírody a krajiny ČR, 2006. 582 s. ISBN 80-86064-99-9.
- DEMEK, Jaromír; MACKOVČIN, Peter, a kolektiv. Zeměpisný lexikon ČR: Hory a nížiny. 3. vyd. Brno: Mendelova univerzita v Brně, 2014. 607 s. ISBN 978-80-7509-113-0.